# Шебеньгский Погост
Шебеньгский Погост — село в Тарногском районе Вологодской области.
Входит в состав Тарногского сельского поселения (с 1 января 2006 года по 8 апреля 2009 года было центром Шебеньгского сельского поселения), с точки зрения административно-территориального деления — центр Шебеньгского сельсовета.
Расстояние до районного центра Тарногского Городка по автодороге — 10 км. Ближайшие населённые пункты — Березник, Подгорная, Прокопьевская, Кузнецовская, Афоновская, Конец, Дор.
В 1999 году внесено в реестр населённых пунктов Вологодской области как Шебенгский Погост. В 2001 году написание в реестре изменено на Шебеньгский Погост, переименование утверждено постановлением правительства области в 2005 году.
По переписи 2002 года население — 150 человек (71 мужчина, 79 женщин). Всё население — русские.